# Doe Dans
Doe Dans Festival was het grootste festival voor internationale dans en muziek in Nederland, dat jaarlijks eind augustus of begin september gehouden werd. Tussen de 700 en 1200 liefhebbers van internationale dans , zang en wereldmuziek ontmoetten elkaar hier om te dansen en te musiceren. Het festival bestond uit tientallen workshops, twee theatervoorstellingen met binnenlandse en buitenlandse groepen, bals en danshuizen in verschillende dansstijlen.
Het festival werd op verschillende locaties gehouden, waaronder in Vierhouten op de Paasheuvel. 
Het laatste Doe Dans Festival vond plaats in 2016. Door afnemende omvang van de doelgroep en toenemende kosten werd het in de loop der jaren steeds moeilijker om het festival kostendekkend te organiseren. 